# Dragón (arma)

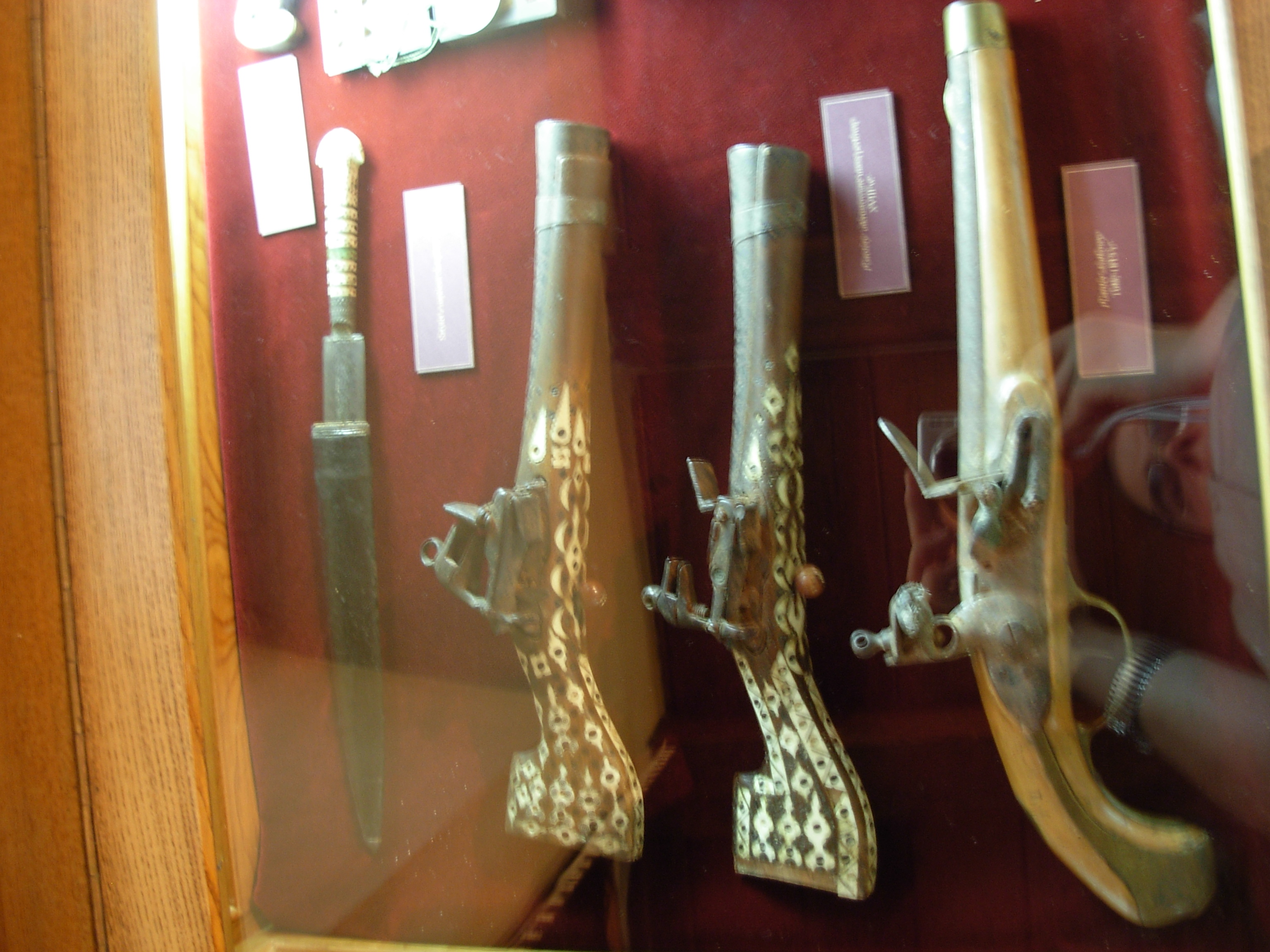
Dos primigenios dragones polacos, equipados con llave de Miquelete.

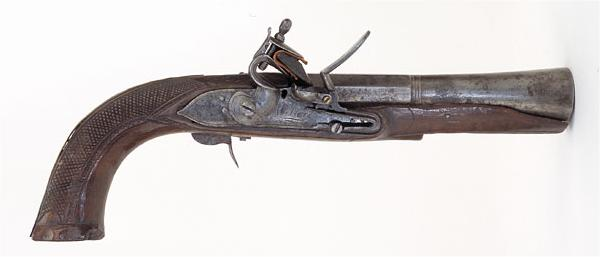
Dragón hallado en el campo de batalla de Cerro Gordo, Veracruz, México.

El dragón era una versión recortada del trabuco, un arma de fuego con un cañón corto de gran calibre cuya boca está acampanada. Los dragones eran generalmente suministrados a las tropas de caballería (en especial a aquellas del mismo nombre) que necesitaban un arma ligera y sencilla de maniobrar.

## Etimología
El término dragón surgió del hecho que las bocas de los cañones de las primeras versiones estaban decoradas con una talla en forma de cabeza de dragón mitológico; el fogonazo del disparo daría la impresión de un dragón lanzando llamas.

## Historia y descripción
Los primeros dragones eran trabucos de rueda recortados. Fueron llamados así, porque la boca de sus cañones estaba decorada con la cabeza de un dragón. Esta práctica viene de la época cuando todas las armas de fuego tenían nombres característicos, tales como culebrina, serpentina, falconete, etc. El dragón solamente era efectivo a corto alcance, careciendo de precisión a largo alcance.
En Indonesia, el arma es llamada tarkul, siendo una de las armas más conocidas entre marineros, mercaderes y piratas del archipiélago. El tarkul inicialmente era de rueda. Los tarkul fueron empleados en las guerras entre reinos, por los sultanes de las Filipinas contra España, por el Ejército de Brunéi contra James Brooke y en la guerra de Naning en Malaca en 1831. Alrededor de 1530, el tarkul empezó a emplear la llave de chispa y desde entonces fue reconocido como una pistola en Occidente.